# سوان ریور، منیتوبا
سوان ریور، منیوبا (به انگلیسی: Swan River, Manitoba) یک منطقهٔ مسکونی در کانادا است که در منیوبا واقع شده‌است. سوان ریور ۴٬۰۱۴ نفر جمعیت دارد.